# Ulises Sánchez
Ulises Benjamín Sánchez Scotta (Rio Segundo, provincia de Córdoba; 26 de junio de 1998), conocido como Ulises Sánchez, es un futbolista argentino. Juega de mediocampista y su equipo actual es el Club Atlético Belgrano de la Primera División de Argentina.

## Trayectoria

### Inicios
Sus inicios fueron en Centro Social y Deportivo Brinkmann que tras destacarse en un torneo amistoso fue invitado a integrar las inferiores de Colón de Santa Fe. Luego, por motivos personales, abandonó el equipo de Colón y regresa a Córdoba. Se probó en Belgrano satisfactoriamente y quedó en la octava división de AFA. Jugó progresivamente en todas las categorías juveniles de Belgrano siendo su paso más destacado en la cuarta división donde se consagró campeón el equipo.

#### Primera
En 2019 firmó contrato profesional a sus 21 años y subió al primer equipo de Belgrano. Debutó el 15 de noviembre de ese año ante Club Atlético Alvarado por la Primera Nacional entrando desde el banco de suplentes. Mientras que convirtió su primer gol tras ocho fechas de su debut, ante el club Nueva Chicago en un tiro de media distancia, en condición de local. 
En la temporada 2022 logró regularidad en el once titular, formando parte de un equipo campeón de Belgrano que hizo historia en la Primera Nacional por la gran cantidad de puntos obtenidos (79). Fue un jugador muy requerido por el director técnico, Guillermo Farré dada su polifuncionalidad, jugando de lateral por ambas bandas, volante ofensivo o extremo.
En la temporada 2023, ya en Primera División, por la Liga Profesional jugó 26 partidos dando 2 goles y 4 asistencias conformando dupla en el mediocampo ofensivo con Bruno Zapelli. Mientras que en Copa de la Liga disputó 15 partidos con 2 goles y 6 asistencias teniendo un rol más protagonista en la elaboración de juego en la posición de mediocampista interno.

## Estadísticas
| Club                | Div                 | Temporada           | Liga  | Liga  | Liga   | Copas nacionales | Copas nacionales | Copas nacionales | Torneos internacionales | Torneos internacionales | Torneos internacionales | Total | Total | Total  |
| Club                | Div                 | Temporada           | Part. | Goles | Asist. | Part.            | Goles            | Asist.           | Part.                   | Goles                   | Asist.                  | Part. | Goles | Asist. |
| ------------------- | ------------------- | ------------------- | ----- | ----- | ------ | ---------------- | ---------------- | ---------------- | ----------------------- | ----------------------- | ----------------------- | ----- | ----- | ------ |
| Belgrano Argentina  | 2.ª                 | 2020                | 4     | 0     | 0      | -                | -                | -                | —                       | —                       | —                       | 4     | 0     | 0      |
| Belgrano Argentina  | 2.ª                 | 2021                | 33    | 2     | 1      | -                | -                | -                | —                       | —                       | —                       | 33    | 2     | 1      |
| Belgrano Argentina  | 2.ª                 | 2022                | 29    | 1     | 4      | 3                | 0                | 0                | —                       | —                       | —                       | 32    | 1     | 4      |
| Belgrano Argentina  | 1.ª                 | 2023                | 26    | 2     | 4      | 15               | 2                | 6                | —                       | —                       | —                       | 41    | 4     | 10     |
| Belgrano Argentina  | Total               | Total               | 92    | 5     | 9      | 18               | 2                | 6                | 0                       | 0                       | 0                       | 110   | 7     | 15     |
| Total en su carrera | Total en su carrera | Total en su carrera | 92    | 5     | 9      | 18               | 2                | 6                | 0                       | 0                       | 0                       | 110   | 7     | 15     |

## Palmarés
| Título           | Club     | País      | Año  |
| ---------------- | -------- | --------- | ---- |
| Primera Nacional | Belgrano | Argentina | 2022 |

### Distinciones individuales
| Distinción                                  | Año  |
| ------------------------------------------- | ---- |
| Máximo asistidor de la Copa de la Liga (6). | 2023 |
| Once ideal de la Copa de la Liga            | 2023 |